# Heiter bis tödlich
Heiter bis tödlich war der Name einer Dachmarke des deutschen Fernsehsenders Das Erste, unter der zwischen 25. Oktober 2011 und 2015 zwölf Vorabend-Krimiserien ausgestrahlt wurden. Inspiriert vom langjährigen Erfolg des Großstadtreviers waren anfangs weitere Großstadt-Ableger geplant, schließlich berücksichtigte die ARD aber auch ländliche Handlungsorte für die regional eingefärbten Krimikomödien. Frühe Pressemitteilungen verwendeten den Begriff „Schmunzelkrimis“ und den Arbeitstitel „Crime & Smile“. Das Wort „Schmunzelkrimi“ hat sich im deutschen Medienjournalismus seither als Oberbegriff für vergleichbare, zumeist für das deutschsprachige Fernsehen produzierte Formate aus dem Genre der Kriminalkomödie etabliert.
Neben insgesamt 10 neuen Serien wurden auch zwei bereits zuvor entwickelte Konzepte miteinbezogen: München 7 wechselte vom Bayerischen Fernsehen ins Hauptprogramm, Hubert und Staller entstand nach Sketchen aus der Comedyserie Tramitz and Friends. Die Serien wurden anfangs dienstags bis donnerstags, ab 2015 dienstags und mittwochs um 18:50 Uhr ausgestrahlt. Sie erreichten jedoch meist nur enttäuschende Quoten und so waren 8 der 10 neuen Serien nach weniger als zwei vollen Staffeln bereits abgesetzt. 2016 wurde das Label Heiter bis tödlich schließlich für Neuausstrahlungen wie auch Wiederholungen fallengelassen.
| Titel                                          | Ausstrahlung | Staffeln | Folgen | Handlungsort                | Hauptdarsteller                                              |
| ---------------------------------------------- | ------------ | -------- | ------ | --------------------------- | ------------------------------------------------------------ |
| Nordisch herb                                  | 2011–2012    | 1        | 16     | Husum                       | Loretta Stern, Frank Vockroth                                |
| Henker & Richter                               | 2011–2012    | 1        | 16     | Büdringhausen (Münsterland) | Rike Schmid, Martin Lindow                                   |
| Fuchs und Gans                                 | 2012–2013    | 1        | 16     | Bad Urach (Schwäbische Alb) | Mira Bartuschek, Peter Bongartz                              |
| Zwischen den Zeilen                            | 2013         | 1        | 16     | Aachen                      | Josephine Schmidt, Ole Puppe                                 |
| Hubert und Staller (ab S8 Hubert ohne Staller) | 2011–        | 11       | 176    | Wolfratshausen              | Christian Tramitz, Helmfried von Lüttichau, Michael Brandner |
| Morden im Norden                               | 2011–        | 10       | 156    | Lübeck                      | Sven Martinek, Ingo Naujoks                                  |
| Akte Ex                                        | 2012–2016    | 3        | 24     | Weimar                      | Isabell Gerschke, Oliver Franck                              |
| Alles Klara                                    | 2012–2017    | 3        | 48     | Quedlinburg (Harz)          | Wolke Hegenbarth                                             |
| München 7                                      | 2004–2016    | 7        | 51     | München                     | Andreas Giebel, Florian Karlheim                             |
| Hauptstadtrevier                               | 2012–2014    | 2        | 32     | Berlin                      | Friederike Kempter, Matthias Klimsa                          |
| Koslowski & Haferkamp                          | 2014         | 1        | 16     | Bochum-Hamme                | Sönke Möhring, Tim Seyfi, Anna Grisebach                     |
| Monaco 110                                     | 2014–2015    | 2        | 14     | München-Haidhausen          | Monika Baumgartner, Markus Brandl                            |

## Belege
1. ↑  Alexander Krei: „Heiter bis tödlich“: ARD-Vorabend unter einem Dach. In: DWDL.de. 26. August 2011, abgerufen am 5. April 2012.
2. ↑  Heiter bis tödlich. Das Erste, 19. Februar 2012, archiviert vom Original am 19. Februar 2012; abgerufen am 23. November 2017: „Die Mutter aller Polizeiserien“
3. ↑  Benjamin Horbelt: Neue „Crime & Smile“-Formate am ARD-Vorabend. In: quotenmeter.de. 22. Juni 2011, abgerufen am 19. Januar 2021.
4. ↑  Julius von Harpen: Schmunzelkrimi. In: Lexikon der Filmbegriffe. Abgerufen am 28. Dezember 2021.
5. ↑  Alexander Krei: ARD schafft „Heiter bis tödlich“–Label endgültig ab. In: DWDL.de. 11. Dezember 2015, abgerufen am 17. Dezember 2015.